# Picot de corona daurada
El picot de corona daurada (Dendropicos xantholophus) és una espècie d'ocell de la família dels pícids (Picidae) que habita boscos clars de Camerun, el Gabon, República del Congo, sud de la República Centreafricana, el Sudan del Sud, Uganda i oest de Kenya cap al sud fins al nord-oest d'Angola i sud-oest, sud i est de la República Democràtica del Congo.